# كارل بايندنك
ولد كارل بيندينغ في 4 يونيو 1841 وتوفي في 7 أبريل 1920، كان من رجال القانون في ألمانيا ونشر كتاب بالاشتراك مع الطبيب النفسي ألفريد هوج Alfred Hoche باسم «الرخصة للقضاء على الأحياء الذين لايستحقون الحياة» Die Freigabe der Vernichtung Lebensunwertem Lebens في عام 1920 وكان الكتاب عن فكرة القيام بتعجيل القتل الرحيم للمصابين بالأمراض المستعصية علاجها، وتم استعمال الكتاب لاحقا من طرف النظام النازي لتبرير الابادة الجماعية في حق اليهود.